# ЛГБТ и мултикултурализъм
ЛГБТ и мултикултурализъм се разбира разнообразната мултикултуралната среда вътре в ЛГБТ общността, като представителство на различните хомо или би ориентации, на различни етноси, религиозни вярвания, възрастови групи и т.н. В същото това време под ЛГБТ и мултикултурализъм може да се разбира включването на определена ЛГБТ група или ЛГБТ общността като цяло в даден мултикултурален модел, който си поставя за цел да равнопостави различни култури, като например тези на ЛГБТ и някои етнически и езикови малцинства.

## Анотирана библиография
- Murphy, Timothy F., Reader's Guide to Lesbian and Gay Studies, 2000. Някои части от книгата онлайн

В тази книга авторът разглежда основно въпроса за афроамериканската ЛГБТ общност, за отношението на афроамериканските ЛГБТ и изкуството.